# Saldula c-album
Saldula c-album är en insektsart som först beskrevs av Franz Xaver Fieber 1859.  Saldula c-album ingår i släktet Saldula, och familjen strandskinnbaggar. Arten är reproducerande i Sverige.